# Эшли, Джон Джордж
Джон Джордж Эшли (англ. John George Ashley; 5 марта 1930, Голт (ныне часть Кеймбриджа, Онтарио, Канада — 5 января 2008, Китченер, Онтарио, Канада) — канадский хоккейный судья, судья Национальной хоккейной лиги.

## Биография
Джон Джордж Эшли родился в Онтарио в 1930 году. Будучи ещё мальчиком, он вместе со своей семьёй переехал в Престон (ныне тоже часть Кеймбриджа, Онтарио).
Юниором выступал за хоккейные клубы «Toronto Marlies» и «Guelph Biltmores». В 1950 году вышел на лёд за «Торонто Мейпл Лифс», но в дальнейшем играл за команды Питсбурга и Сиракуз в Американской хоккейной лиге. Закончил свою карьеру профессионального хоккеиста три года спустя, решив, что достиг пика своих возможностей. Несколько лет играл как любитель.
Карьеру судьи Национальной хоккейной лиги Эшли начал в 1959 году. Первый год он преимущественно судил в лигах Американской хоккейной лиге и Хоккейной лиге США, но в последующие двенадцать лет был постоянно закреплён в НХЛ.
Отработал как хоккейный судья 605 игр, 17 игр — как судья на линии. С 1964 по 1972 го]ы судил каждую 7 игру в Кубке Стэнли, что считается подтверждением его высокой репутации.
В 1981 году включён в зал хоккейной славы.